# Jean-Luc Delvaux

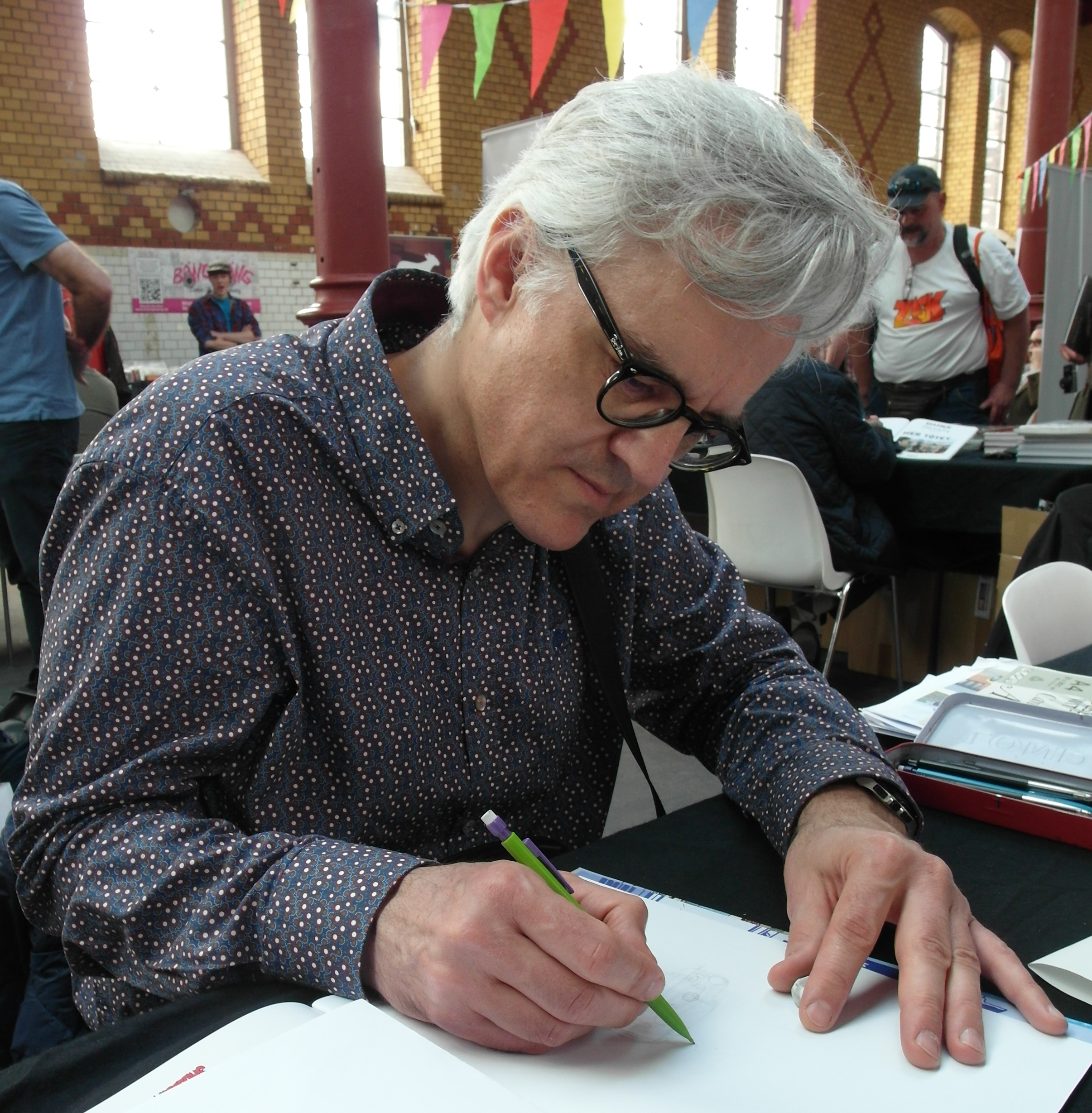
Jean-Luc Delvaux auf der Comiciade 2018

Jean-Luc Delvaux (* 1970 in Engis) ist ein belgischer Comiczeichner.
Delvaux zeichnet im Stil von Maurice Tillieux und der Ligne claire. In seinen Comics geht es hauptsächlich um Polizei und Autos der 1950/60er. Er arbeitet für das Comicmagazin Gazoline, wo er auch seine Comicgeschichte Gazafond veröffentlicht. Ein Album mit den gesammelten Geschichten erschien im Jahr 2013. Außerdem zeichnet Delvaux Die Abenteuer von Jacques Gibrat (frz. Les aventures de Jacques Gipar), die bei Salleck Publications auf Deutsch veröffentlicht wurden. Bei diesen Geschichten arbeitet er zusammen mit Thierry Dubois.

## Werke
Serie Le Marquis:
- Le Truand oublié (Lefranq, 1995)
- DS Irae (Lefranq, 1997)

Serie Die Abenteuer von Jacques Gibrat:
- Le Gang des Pinardiers (Éditions Paquet, 2010), dt. Die Bande der Weindiebe (Salleck Publications, 2011)
- Le Retour des Capucins (Éditions Paquet, 2011), dt. Die Rückkehr der Kapuzinerbande (Salleck Publications, 2012)
- Une 2CV pour Luciano (Éditions Paquet, 2012), dt. Ein 2CV für Luciano (Salleck Publications, 2013)
- La Femme du Notaire (Éditions Paquet, 2013), dt. Die Gattin des Notars (Salleck Publications, 2014)
- Trafic sur la Grande Bleue (Éditions Paquet, 2014), dt. Schmuggel auf dem Mittelmeer (Salleck Publications, 2016)
- La Station du Clair de Lune (Éditions Paquet, 2015), dt. Die Tankstelle von Clair de Lune (Salleck Publications, 2016)
- Gaby le Magnifique (Éditions Paquet, 2018), dt. Der Große Gaby (Salleck Publications, 2020)
- L'écho de la taÏga (Éditions Paquet, 2020), dt. Das Echo der Taiga (Salleck Publications, 2022)
- Le Christ de Saclay (Éditions Paquet, 2021)

Weitere Werke:
- Gazafond – 5, 4, 3, 2, 1… Décollage (Pixel Press Studio, 2013)